# Charles Boustany
Charles William Boustany, Jr. (ur. 21 lutego 1956) – amerykański polityk, członek Partii Republikańskiej i kongresman ze stanu Luizjana (2005-2017).